# Giant Eagle
Giant Eagle, Inc. er en amerikansk dagligvarekoncern med 496 butikker i Pennsylvania, Ohio, West Virginia, Indiana og Maryland. Virksomheden blev etableret i 1918 i Pittsburgh, Pennsylvania og registreret i 1931. Giant Eagle omsætter for 11 mia. $, og der er 37.000 ansatte. Deres butikssammensætning består af 211 supermarkeder (Giant Eagle, Giant Eagle Express, Market District og Market District Express) 8 apoteker, 274 tankstationer/nærbutikker under GetGo-brandet og 3 bilvaske under WetGo-brandet. De har hovedkvarter i Pittsburgh.